# Yu Doan
Yu Doan (堂安 憂 Doan Yu?), född 14 december 1995 i Hyōgo prefektur, är en japansk fotbollsspelare.
Doan började sin karriär 2018 i AC Nagano Parceiro. Han spelade 37 ligamatcher för klubben.